# PTT (azienda)
PTT Public Company Limited o semplicemente PTT (thailandese:ปตท) (ex Petroleum Authority of Thailand) è un'azienda statale petrolifera e di gas naturale thailandese quotata nella Borsa di Thailandia (SET)
Possiede un'estesa rete di gasdotti sottomarini nel Golfo di Thailandia, una rete di terminali di gas naturale liquefatto in tutto il regno di Thailandia ed è coinvolta anche nel settore petrolchimico, dell'esplorazione di idrocarburi, della generazione di elettricità e della vendita di carburanti al dettaglio.
Tra le aziende-filiali ci sono: PTT Exploration and Production (Produzione e esplorazione), PTT Global Chemical (settore chimico),  PTT Asia Pacific Mining (settore minerario),, Thai Oil (raffinazione del petrolio) e PTT Green Energy (settore energetico).
PTT è la più grande azienda nella nazione e l'unica impresa thailandese ad essere nella lista Fortune Global 500, all'81º posto e 180° nella Forbes 2000.
PTT nacque nel 1978 (come Autorità Petrolifera della Thailandia) come impresa statale, sotto il governo del Primo Ministro e Generale Kriangsak Chomanan. Nacque dall'unione di Thai Fuel Organization (Thai: องค์การเชื้อเพลิง) sotto il Defense Energy Department e di Thai Natural Gas Organization (Tai:  องค์การก๊าซธรรมชาติแห่งประเทศไทย) sotto il Ministero dell'industria..